# Hanna-Mia Persson
Hanna-Mia Persson (ur. 11 lutego 1978 w Kalmar) – szwedzka lekkoatletka specjalizująca się w skoku o tyczce.

## Osiągnięcia
- regularnie reprezentuje Szwecję na dużych międzynarodowych imprezach lekkoatletycznych, swój udział kończy jednak przeważnie na fazie eliminacyjnej
- wielokrotna mistrzyni i rekordzistka kraju

## Rekordy życiowe
- skok o tyczce (stadion) - 4,40 (2007)
- skok o tyczce (hala) - 4,40 (2006 & 2007) były rekord Szwecji